# トーマス・デラバル
トーマス・デラバル（英語: Thomas Delavall、又はDelavalもしくはDeLaval; 1620年 - 1682年）はイングランド生まれのアメリカの官吏、実業家。1664年、1665年、1673年の3期にわたってニューヨーク市長を務めた。

## 生涯
ロンドンで生まれた。リチャード・ニコルズの軍隊の将校として1664年初めてアメリカに渡った。そこで後にニューヨークの侵略に加わる事になる。しばしば"Captain"とよばれた。デラバルはニューヨークの家、キングストン、ヨンカーズの工場やグレーブセンドの土地のように植民地の周りの不動産を大量に所有していることにより、コミュニティで著名な市民となった。最初1664年にニューヨーク市の収入役に任命された。1667年に顧問の知事の会のメンバー、1679年には州の裁判官となった。
1666年にはトーマス・ウィレットの後を継ぎ、第2代ニューヨーク市長に任命された。1671年、1678年にも再任命され市長を務めた。
娘は8代目市長となるウィリアム・デラバルと結婚した。1682年、遺言状を書いて間もなく没した。